# 小返乡
小返乡，曾是中华人民共和国山西省太原市杏花岭区下辖的一个乡镇级行政单位。2021年4月，撤销中涧河乡、小返乡，合并设立中涧河镇。

## 行政区划
小返乡下辖以下地区：
小返村、庄子上村、榆林坪村、野鸡庄村、前李家山村、后李家山村、窑头村、水沟村、南坪梁村、麦坪村、东坪村和后沟村。